# Teodor Zielonka
Teodor Zielonka (Zielunka) herbu Jastrzębiec – miecznik żytomierski w latach 1717–1745, tercjarz.
Był członkiem konfederacji województwa ruskiego, zawiązanej 10 grudnia 1733 roku w obronie wolnej elekcji Stanisława Leszczyńskiego.
Pochowany 3 lutego 1755 roku w kościele Franciszkanów Reformatów w Przemyślu.